# Красный Бор (Жуковский район)
Красный Бор — посёлок в Жуковском районе Брянской области, в составе Ржаницкого сельского поселения. 
 Расположен в 6 км к юго-востоку от села Ржаница, в 1 км к югу от железнодорожной платформы Эдазия, на реке Серижа (приток Десны). Население — 394 человека (2010).

## История
Возник в 1920-х гг.; до 1960 года входил в Речицкий сельсовет; в 1963—1966 — в Троснянский.
| Годы      | 1926 | 1979 | 1989 | 2002 | 2010 |
| --------- | ---- | ---- | ---- | ---- | ---- |
| Население | 75   | 636  | 516  | 432  | 394  |